# Žeton
Žeton je obično u obliku nažljebljenog novčića koji ima određenu vrijednost; obično vrijednost jedne usluge kao telefonskog poziva ili jedne arkadne igre. Žetoni se obično rabe da bi se spriječile manipulacije ili moguća krađa novca iz automata koji su obično daleko od izravne ljudske nadležnosti. Žetoni danas postaju sve rjeđi, pojefinjenjem kartičnih i elektroničkih načina plaćanja usluga.